# Les Enquiquineurs
Pour plus de détails, voir Fiche technique et Distribution.
Les Enquiquineurs est un film français réalisé par Roland Quignon, sorti en 1965

## Synopsis
La famille Eloy part en weekend dans leur maison de campagne. Mais lorsqu'un diplomate et sa femme s'invitent à manger, toute la famille est en émoi...

## Fiche technique
- Titre français : Les Enquiquineurs
- Réalisation : Roland Quignon
- Scénario et dialogues : Annie Dulac
- Décors : Raymond Gabutti
- Photographie : Gérard Brissaud
- Son : Norbert Gernolle
- Monteur : Madeleine Gug
- Directeur de production : Paul de Saint-André
- Société de production : Arès Productions
- Pays d'origine :  France
- Langue originale : français
- Genre : Comédie
- Durée : 90 minutes
- Sortie : 9 novembre 1966

## Distribution
- Francis Blanche : Monsieur Eloy
- Marthe Mercadier : Madame Eloy
- Michel Serrault : Martin
- Paul Demange : Le pêcheur
- Chantal Ladesou
- Michel Galabru : Dagobert
- Philippe Castelli
- Max Desrau
- Max Montavon
- Bibi Morat : Le gamin Zizi
- José Noguero : Le diplomate
- Maria-Rosa Rodriguez : La femme du diplomate
- Sabine Sun
- André Tomasi